# 黄春棋
黄春棋（2003年1月25日—2021年9月18日），浙江省温州市苍南县灵溪镇人，中国围棋职业初段选手。2018年入段，2019年2月升为二段、同年升三段、四段。2018年中国国家围棋队选拔赛少年组排名第一。2021年9月18日去世
。

## 国内比赛成绩
2019年第23届中国围棋新人王战8强，2019年中国电视围棋快棋赛首轮击败於之莹，次轮不敌彭立尧止步32强。